# Arc superciliar

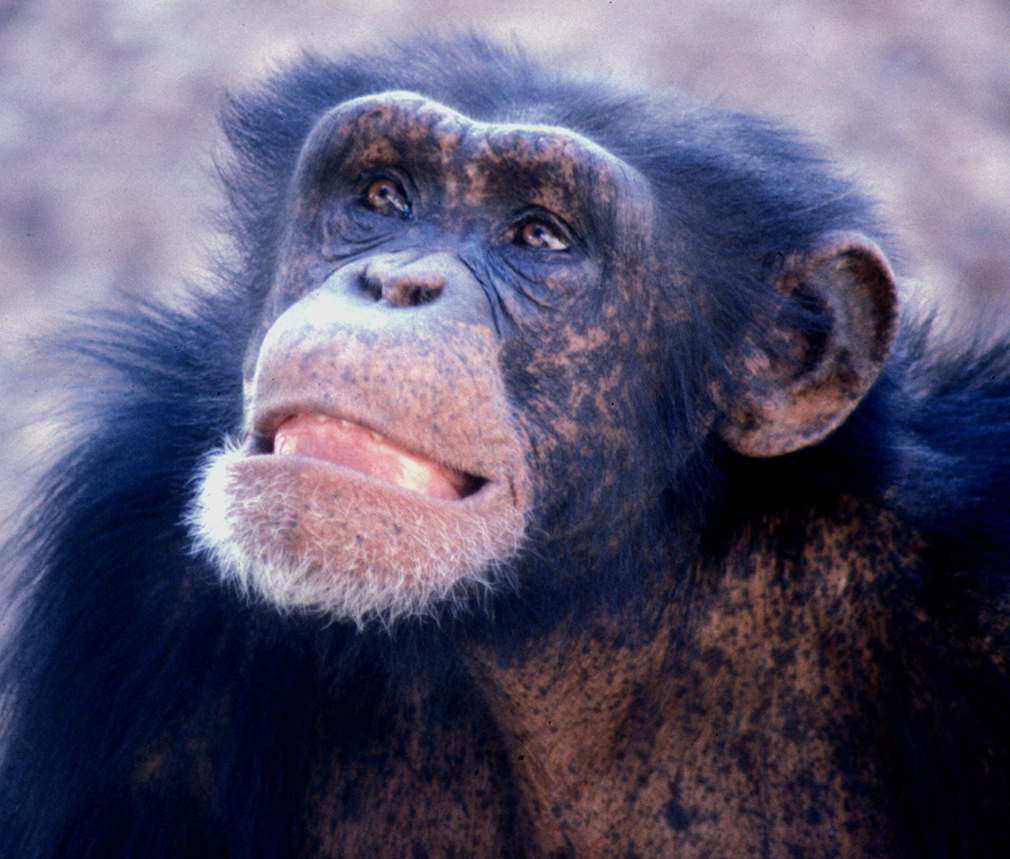
Rostre de ximpanzé.

En els primats, l'arc superciliar és una protuberància òssia situada a l'os frontal, per sobre de l'òrbita ocular.
En els humans, la cella cobreix la pell de l'arc superciliar. Sovint es fa servir per al pírcing.

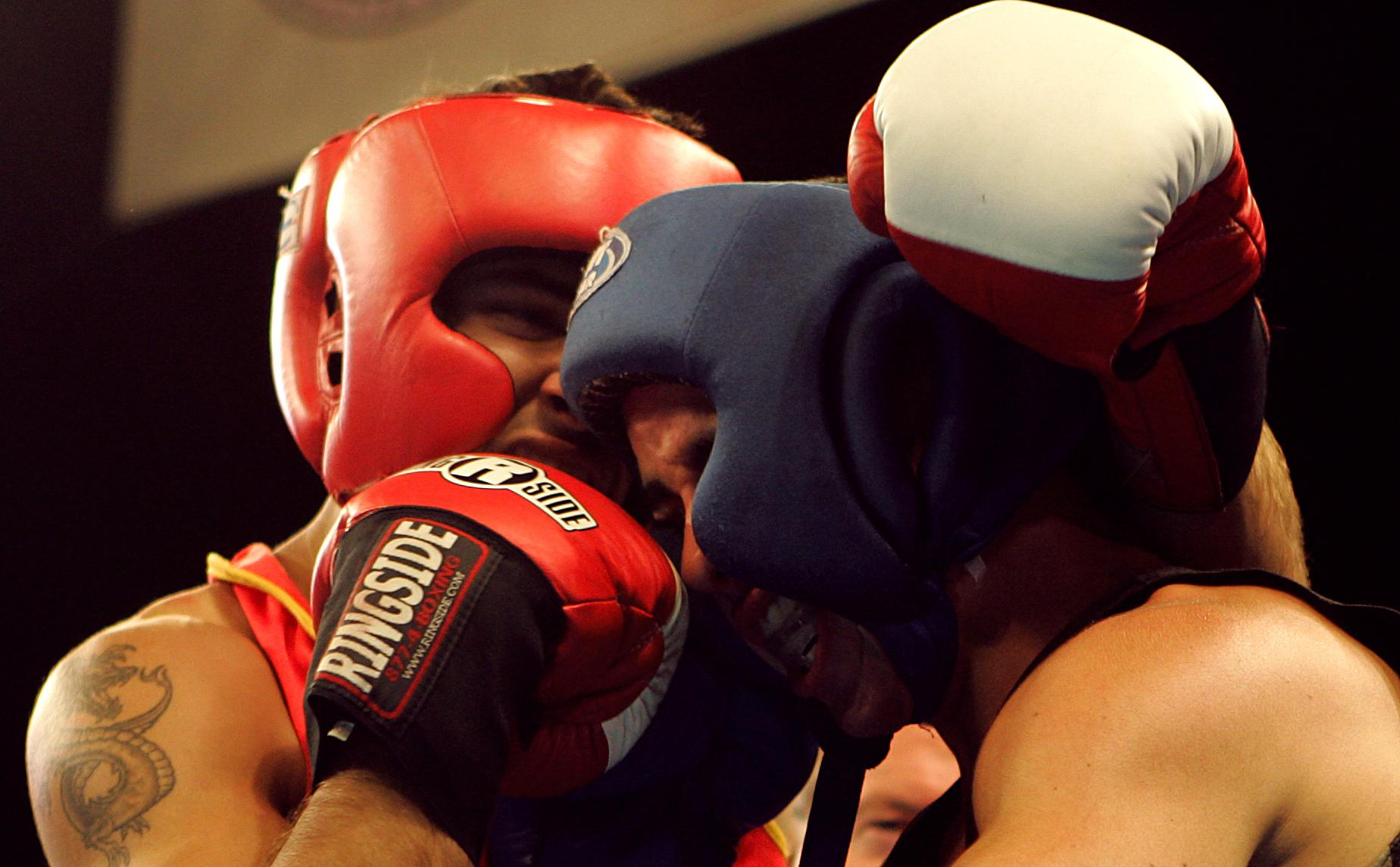
Els boxadors es protegeixen.

L'arc superciliar sagna profusament si queda obert, de manera que és una part fràgil del cos dels boxadors durant els combats, a més de proporcionar espectacle a un públic exigent. Durant els entrenaments, se li dona una protecció especial.